# Cosmo the Spacedog
Cosmo the Spacedog is een personage uit de strips van Marvel Comics. Hij verscheen voor het eerst in Nova Vol. 2 #8 en werd bedacht door Dan Abnett (achtergrondinformatie) en Andy Lanning (uiterlijk). Cosmo is een telepathische Sovjethond en is de bewaker van Knowhere (een woonplaats in de ruimte). Later in de strips wordt Cosmo lid van de Guardians of the Galaxy.

## Biografie
Cosmo werd als proefdier de ruimte ingeschoten door het ruimtevaartprogramma van de Sovjet-Unie. Hij zweefde door de ruimte en kwam uiteindelijk terecht in Knowhere. In de ruimte is Cosmo gemuteerd waardoor hij telekinetische en telepatische krachten kreeg. Hij werd goede vrienden met de superheld Nova. Cosmo werd later hoofd beveiliging van Knowhere en helpt de Guardians of the Galaxy als dat kan.

## In andere media

### Marvel Cinematic Universe
Sinds 2014 verschijnt Cosmo the Spacedog in het Marvel Cinematic Universe, waarin zij wordt vertolkt door de honden Fred en Slate. Haar stem wordt ingesproken door Maria Bakalova. In de MCU heeft Cosmo een ander geslacht. Cosmo werd meegenomen door de Collector en in zijn verzameling geplaatst. Nadat een slaaf van de Collector de paarse oneindigheidssteen (Infinity Stone) had gebruikt werden de meeste spullen in de collectie van de Collector vernietigd. Het glas van Cosmo's kooi werd ook vernietigd. In de post-credit scene van Guardians of the Galaxy zie je Cosmo die de Collector likt terwijl Howard the Duck hier een opmerking overmaakt. Later verscheen Cosmo tijdens de aftiteling van Guardians of the Galaxy Vol. 2 en in een niet-sprekende rol voor de animatieserie What If...?. In 2023 werd Cosmo op Knowhere deel van het team de Guardians of the Galaxy. Cosmo bracht samen met Kraglin het hoofdkwartier van de Guardians of the Galaxy, Knowhere, naar het eindgevecht met de High Evolutionary. Hierbij was Cosmo's taak de verbinding tussen het schip van de High Evolutionary en Knowhere stabiel te houden met haar telekinese krachten. Nadat het oude team werd opgeheven, werd Cosmo deel van het nieuwe team van de Guardians of the Galaxy. Cosmo the Spacedog verschijnt onder andere in de volgende films en serie:
- Guardians of the Galaxy (2014)
- Guardians of the Galaxy Vol. 2 (2017) (aftiteling)
- What If...? (2021) (Disney+)
- The Guardians of the Galaxy Holiday Special (2022) (Disney+)
- Guardians of the Galaxy Vol. 3 (2023)

### Televisieseries
In de animatieserie Guardians of the Galaxy speelt Cosmo de leidersrol op Knowhere en komt hij voor in verschillende afleveringen. Cosmo wordt in de Nederlandse versie ingesproken door Florus van Rooijen.

### Computerspelen
Cosmo kwam ook voor in Disney Infinity 2.0: Marvel Super Heroes waarin hij ook een leidersrol heeft op Knowhere en de speler van het spel opdrachten geeft. Cosmo wordt hier weer ingesproken door Florus van Rooijen. In 2016 speelde Cosmo ook een rol in Marvel Avengers Academy.

### Guardians of the Galaxy - Mission: Breakout!
Cosmo is een van personages die je kunt zien in de wachtrij van de attractie Guardians of the Galaxy - Mission: Breakout! in het attractiepark Disney California Adventure Park. Hier zit Cosmo net zoals in de film Guardians of the Galaxy in een glazen kooi van de Collector. Cosmo is hier een simpele animatronic omdat hij alleen maar zijn hoofd beweegt.